# Open Enterprise Server
Novell Open Enterprise Server (OES) är efterföljaren till NetWare från Novell Inc. Den nya versionen kallad OES släpptes i mars 2005.
OES är en plattform för delade närverkstjänster såsom fil- och skrivartjänster liksom katalogtjänst, klustring, backup, lagring, webb-server och administrativa verktyg. OES kan köras på operativsystemen Linux eller NetWare.